# Эль-Хазард
El Hazard — The Magnificent World (яп. 神秘の世界エルハザード Симпи но Сэкай Эрухадза:до, неоф. рус. Удивительный мир Эль-Хазард) — аниме Хироки Хаяси, вышедшее в 1995 году. Позднее вышел ряд продолжений.

## Сюжет
В прошлом, в параллельном мире «Эль Хазард» обитала высокоразвитая цивилизация, войны которой затрагивали даже соседние миры. В итоге эта цивилизация уничтожила сама себя. Однако, после неё сохранилось множество артефактов и в частности, орбитальное орудие «Око Бога». Коренное население Эль Хазарда — люди и разумные жуки, багромы, с ужасом вспоминают древние войны и страшатся артефактов оставленных древними. Тем не менее, империя людей, Роштария, держит под своим контролем Око Бога, как залог мира. Помимо коренного населения в Эль Хазарде обитает народ тени, чьей основной способностью является создание иллюзий. Предки народа тени случайно попали в Эль Хазард из другого мира, во время одной из древних войн. Они возненавидели мир в котором были для всех чужаками и теперь пытаются стравить между собой людей и багромов, в надежде что люди используют Око Бога и уничтожат сами себя.
В это же время, в другом мире, под школой главного героя, Макото Мидзухары обнаруживают древние руины. В них Макото встречает таинственную девушку Ифуриту, которая утверждает что ждала его десять тысяч лет и теперь должна отправить в Эль Хазард. Вместе с ним в другой мир переносятся несколько его одноклассников и учитель. Каждый из них при перемещении получает какую-то суперспособность. Попав в Эль Хазард и услышав описание Ока Бога, Макото понимает что древние оружие может быть использовано и для путешествий между мирами, а значит и может помочь Макото вернуться в свой мир. Чтобы вернуться домой, ему и его товарищам приходится присоединиться к Роштарии.
В отличие от трех других аниме по вселенной Эль Хазарда, «El Hazard: The Wanderers» представляет альтернативную версию событий. В данном аниме отсутствует народ тени, а Макото и его одноклассники попадают в Эль Хазард не из-за Ифуриты, а благодаря Кацухико Дзиннаю, саботировавшему одно изобретений Макото. Также изменению подверглась любовная линия, из сюжета была удалена принцесса Фатора и был изменен характер Ифуриты.
1. Путешествие в страну приключений
2. Исследуя таинственный мир
3. Очаровательная принцесса
4. Одинокая жрица
5. Храм ветра
6. Игра шанса и огня
7. Счастливый случай
8. Воссоединение
9. Дом воров
10. Лесное чудище
11. Детское сердце
12. Гробница демона
13. Истинно злой гений
14. Легендарное снежное поле
15. Повесть о жрицах
16. Ураган
17. Глаз бога
18. Операция «Похищение»
19. Приют тьмы
20. Сестра против брата
21. Любовь в опасности
22. Спасение вопреки смертельной опасности
23. Побег
24. Судьба
25. Конец света
26. Бесконечная мечта

## Персонажи
Макото Мидзухара (яп. 水原誠 Мидзухара Макото) — главный персонаж. При переходе между мирами получил способность связываться с артефактами древних и брать их под свой контроль. Крайне похож на похищенную принцессу Фатору и благодаря этому, был вынужден стать её двойником. Влюблен в Ифуриту и потратил огромное количество времени на то чтобы добраться до неё, после того как та была вынуждена переместиться в мир Макото. В «El Hazard: The Wanderers» вместо способности связываться с артефактами, получает возможность управлять Оком Бога также как и члены королевской семьи. Кроме того, в отличие от остальных произведений, заводит роман с принцессой Руной.
Сэйю: Тэцуя Иванага
Ифурита (яп. イフリータ Ифури:та) — главная героиня. Выглядит как всегда спокойная девушка, однако, на самом деле древнее оружие, ещё более страшное чем Око Бога. Влюблена в Макото, разделившего с ней свою память и показавшего что в жизни есть иные вещи кроме войны и разрушения. Изначально контроль над ней получил Кацухико. Однако, позднее Макото взломал её защиту и освободил её. Во время попытки остановить Око Бога и спасти Макото и Эл Хазард, она была заброшена на десять тысяч лет в прошлое, в мир Макото, откуда отправила его в Эл Хазард, создав таким образом временной парадокс. Так как события «El Hazard 2 — The Magnificent World» и «El Hazard: The Alternative World» развиваются между остановкой Ока Бога и моментом когда Макото научился путешествовать между мирами, в данных аниме Ифурита появляется только в воспоминаниях Макото. Однако, в «El Hazard 2 — The Magnificent World» рассказывается что на самом деле древние создали несколько Ифурит и герои встречают другую Ифуриту, незнакомую с Макото.
В «El Hazard: The Wanderers» Ифурита представлена энергичной, доброй и неуклюжей девушкой, ставшей подручной Кацухико. Несмотря на все её попытки вести себя как злодейка и огромную силу, её доброта и неуклюжесть зачастую приводят к тому что все идет наперекосяк.
Сэйю: Юри Амано
Кацухико Дзиннай (яп. 陣内克彦 Дзиннай Кацухико) — главный злодей, одноклассник Макото. Всегда стремится получить как можно больше власти и абсолютно не стесняется в средствах достижения своих целей. Ненавидит Макото, так как тот, сам того не замечая всегда обходил Кацухико и в начале сюжета раскрыл что Кацухико подкупил голосовавших за него учеников. В отличие от остальных персонажей, Кацухико попал не в Роштарию, а в империю багромов. Однако, так как его суперспособностью стало понимание языка багромов, он моментально нашёл с ними общий язык. Более того, правительница багромов посчитала Кацухико посланником богов и поставила во главе своего войска. Под командованием Кацухико, багромы моментально начали победоносную войну, практически полностью разгромили империю людей и заполучили древнее оружие, Ифуриту. Однако, в итоге Кацухико объединился с остальными персонажами против народа тени, считая что глупо позволять уничтожать Эл Хазард, который в будущем станет его собственностью. В «El Hazard: The Wanderers» представлен как злодей-неудачник, чьи планы всегда терпят крах.Именно из-за него герои ( включая и его самого) попадают в Эль Хазард,когда он в очередной попытке очернить, ненавистного ему, Макото испортил его изобретение 
Сэйю: Рётаро Окиаю
Нанами Дзиннай (яп. 陣内菜々美 Дзиннай Нанами) — одноклассница Макото, попавшая в Эл Хазард вместе с ним. Её способностью является возможность видеть через любые иллюзии. Обожает внешность представителей народа тени и восторгается ими при каждой возможности. Обычно, именно это и разоблачает их маскировку. Ревнует Макото к Ифурите, однако, сама попыток сблизиться с ним не предпринимает. В «El Hazard: The Wanderers», также как и её брат получила способность понимать язык насекомых.
Сэйю: Рио Нацуки
Масамити Фудзисава (яп. 藤沢真理 Фудзсава Масамити) — учитель из школы Макото. Пьяница и любитель покурить. Попав в мир Эл Хазарда он получил огромную физическую силу, достаточную чтобы ломать стены голыми руками. Однако, эта способность исчезает, если Масамити пьян. Если же он откажется не только от алкоголя, но и от табака, его силы многократно возрастают.
Сэйю: Кодзи Исии
Фатора Венус (яп. ファトラ・ヴェーナス Фатора Вэ:насу) — одна из принцесс Роштарии, похищенная в начале сюжета. Лесбиянка, домогающаяся других девушек при каждом удобном случае. В «El Hazard: The Wanderers» не появляется.
Сэйю: Кёко Цуруно
Руна Венус (яп. ルーン・ヴェーナス Ру:н Вэ:насу) — одна из принцесс Роштарии. В «El Hazard: The Wanderers» влюблена в Макото.
Сэйю: Кикуко Иноэ
Арэрэ (яп. アレーレ・レレライル Арэ:рэ Рэрэраиру) — любовница Фаторы. В отсутствие Фаторы, пытается изменять ей со всеми девушками подряд. Когда Фатора рядом, Арэрэ и Фатора домогаются других девушек вместе. В «El Hazard: The Wanderers» обычная служанка, ставшая проводником у Мидзухары и Фудзисавы, одновременно шпионящая за ними по приказу королевского советника.
Сэйю: Эцуко Кодзакура
Парнас (яп. パルナス・レレライル Парунасу Рэрэраиру) — брат Арэрэ. Выглядит точно также как сестра, из-за чего их часто путают. Появляется только в «El Hazard: The Alternative World».
Сэйю: Хироми Исикава
Ура (яп. ウーラ У:ра) — говорящий кот Фаторы. Может превращаться в живой доспех, что и составляет его основную работу. В отсутствие Фаторы он служил Макото. Так как Фатора считала что её похитили именно из-за невнимательности кота, после своего освобождения она окончательно прогнала Уру к вступившемуся за него Макото. В «El Hazard: The Wanderers» говорящий кот, которого Макото подобрал раненным в джунглях.
Сэйю: Ая Сакагути
Дива (яп. ディーバ Ди:ба) — правительница империи багромов. В отличие от своих подданных, выглядит как человек. Встретив Кацухико, обрела в его лице талантливого военачальника. Однако, его методы пугают даже её. В «El Hazard: The Wanderers» наслаждается властью и приходит в восхищение от злодейских планов Кацухико Дзинная.
Сэйю: Ёко Соми
Шейла-Шейла (яп. シェーラ・シェーラ Сэ:ра Сэ:ра) — одна из трех жриц горы Малдун, старшая жрица огня. Увлечена Макото, однако не в состоянии раскрыть ему свои чувства. Несмотря на то что ей всего девятнадцать, в расстроенных чувствах пьет не хуже Масамити.
Сэйю: Томо Сакурай
Афура Ман (яп. アフラ・マーン Афура Ма:н) — одна из трех жриц горы Малдун, старшая жрица ветра.
Сэйю: Михо Ёсида
Миз Миштал (яп. ミーズ・ミシュタル Ми:дзу Мисутару) — одна из трех жриц горы Малдун, старшая жрица воды. Влюбилась в Масамити после того как тот «спас» её от зверя-банщика плохо тершего ей спину. В «El Hazard: The Alternative World» вышла за Масамити и зачала от него ребенка.
Сэйю: Саэко Симадзу
Кавор Тоулес (яп. クァウール・タウラス Кау:ру Таурасу) — новая старшая жрица воды, назначенная после того как Миз ушла в отставку. Панически боится насекомых. Влюблена в Макото. Появляется только в «El Hazard: The Alternative World».
Сэйю: Маая Сакамото